# Thracisch graf van Kazanlak
Het Thracisch graf van Kazanlak (Bulgaars: 'Казанлъшка гробница', Kazanlŭshka grobnitsa) is een onderdeel van een grote Thracische necropolis aan de rand van de Bulgaarse stad Kazanlak.
Het bestaat uit een smalle gang en een ronde grafkamer, beide versierd met muurschilderingen van onder andere een Thracisch paar tijdens een begrafenisfeest. Het monument dateert uit de 4e eeuw v. Chr. en staat sinds 1979 op de Werelderfgoedlijst van UNESCO. De schilderijen behoren tot de best bewaarde Bulgaarse meesterwerken uit de hellenistische periode.
Het graf bevindt zich nabij de oude Thracische hoofdstad Seuthopolis, in een streek waar meer dan duizend graven van Thracische koningen en edelen te vinden zijn. De zittende vrouw van één der muurschilderingen wordt afgebeeld op het muntstuk van 50 Bulgaarse stotinki, uitgegeven in 2005. 
In 2008 ontdekten wetenschappers Oudgriekse inscripties op de koepel. De eerste geeft de naam van de schilder, Kodzimases. De opdrachtgever is vermeld als "Roigos zoon van Seuthes". Roigos heerste rond 280 v.Chr. over het Odrysisch koninkrijk.
Kerk van Bojana ·
Ruiter van Madara ·
Rotskerken van Ivanovo ·
Thracisch graf van Kazanlak ·
Oude stad Nesebar ·
Nationaal park Pirin ·
Rilaklooster ·
Natuurreservaat Srebarna ·
Thracisch graf van Svesjtari ·
Oude en voorhistorische beukenbossen van de Karpaten en andere regio's van Europa